# Samuel Ampzing

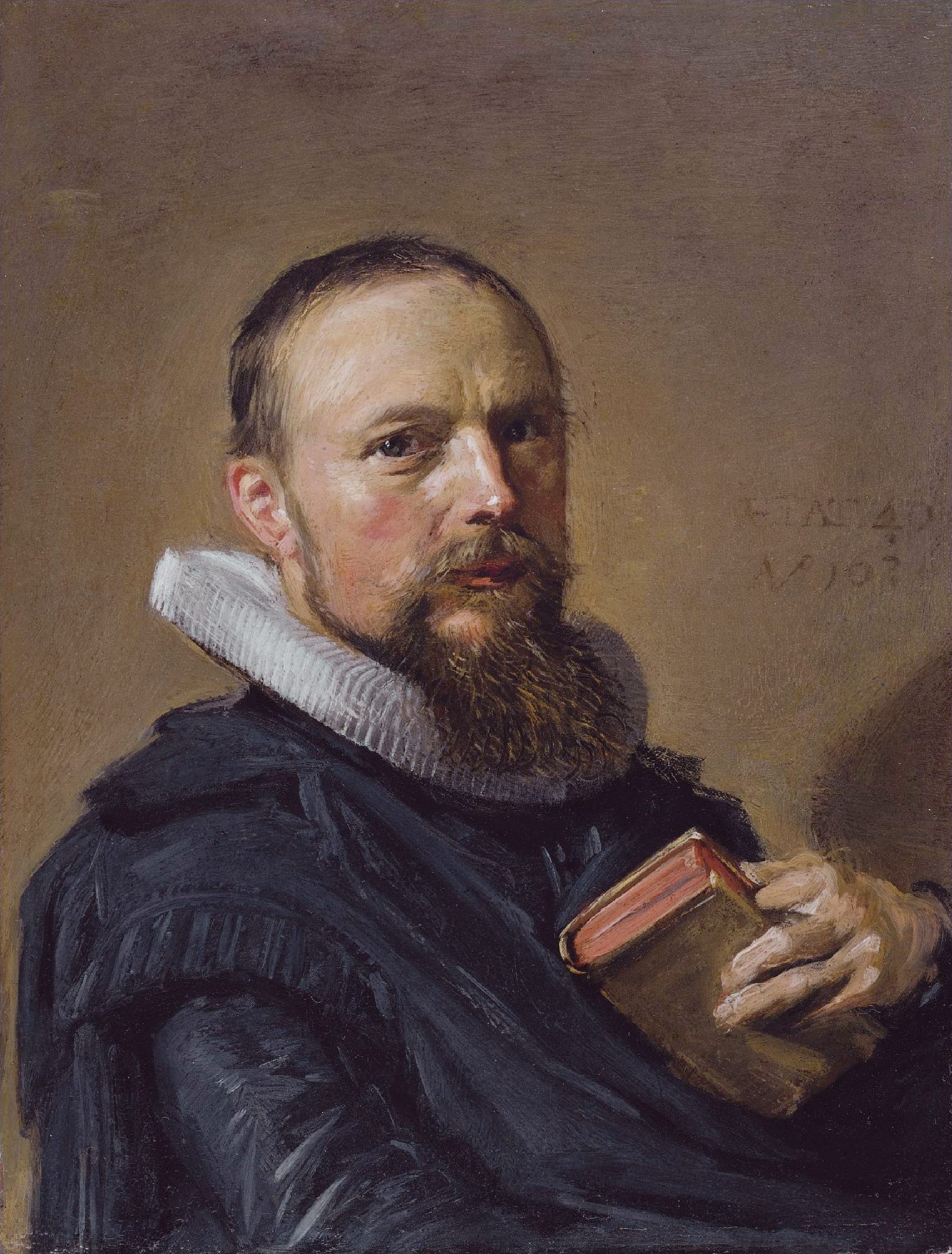
Ritratto di Samuel Ampzing eseguito da Frans Hals.

Samuel Ampzing (Haarlem, 24 giugno 1590 – Haarlem, 29 luglio 1632) è stato un pastore protestante, poeta e purista olandese del secolo d'oro.

## Biografia

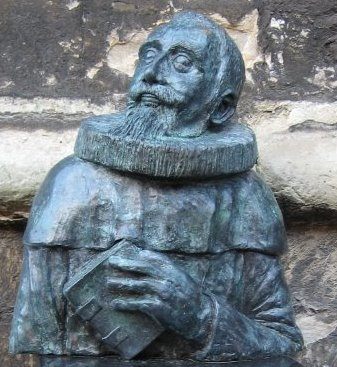
Busto di Samuel Ampzing donato dalla Ampzing society.

Figlio del pastore protestante Johannes Ampzing di Haarlem, nel 1616 Samuel divenne anch'egli ministro di culto a Rijsoord in Strevelshoek, e nel 1619 presso la chiesa di San Bavone a Haarlem.

### Beschrijvinge ende lof der stad Haerlem in Holland
Nel 1617, iniziò a scrivere una descrizione di Haarlem in forma poetica, aiutato da Petrus Scriverius. Il suo poema fu stampato e pubblicato nel 1628. Questa storia della città non fu sostituita se non un secolo dopo dall'analoga opera di Pieter Langendijk. Come prefazione al suo libro, Ampzing scrisse una dissertazione sulla lingua olandese e sulle regole della retorica; questa prefazione fu anche venduta separatamente nel 1628 col titolo "Taelbericht der Nederlandsche spellinge" ("Trattato sulla lingua olandese"). In seguito vi aggiunse in fondo anche la "Corona d'alloro a Laurens Janszoon Koster". Il libro includeva, inoltre, alcune incisioni di Willem Akersloot da disegni di Pieter Saenredam e Jan van de Velde II:

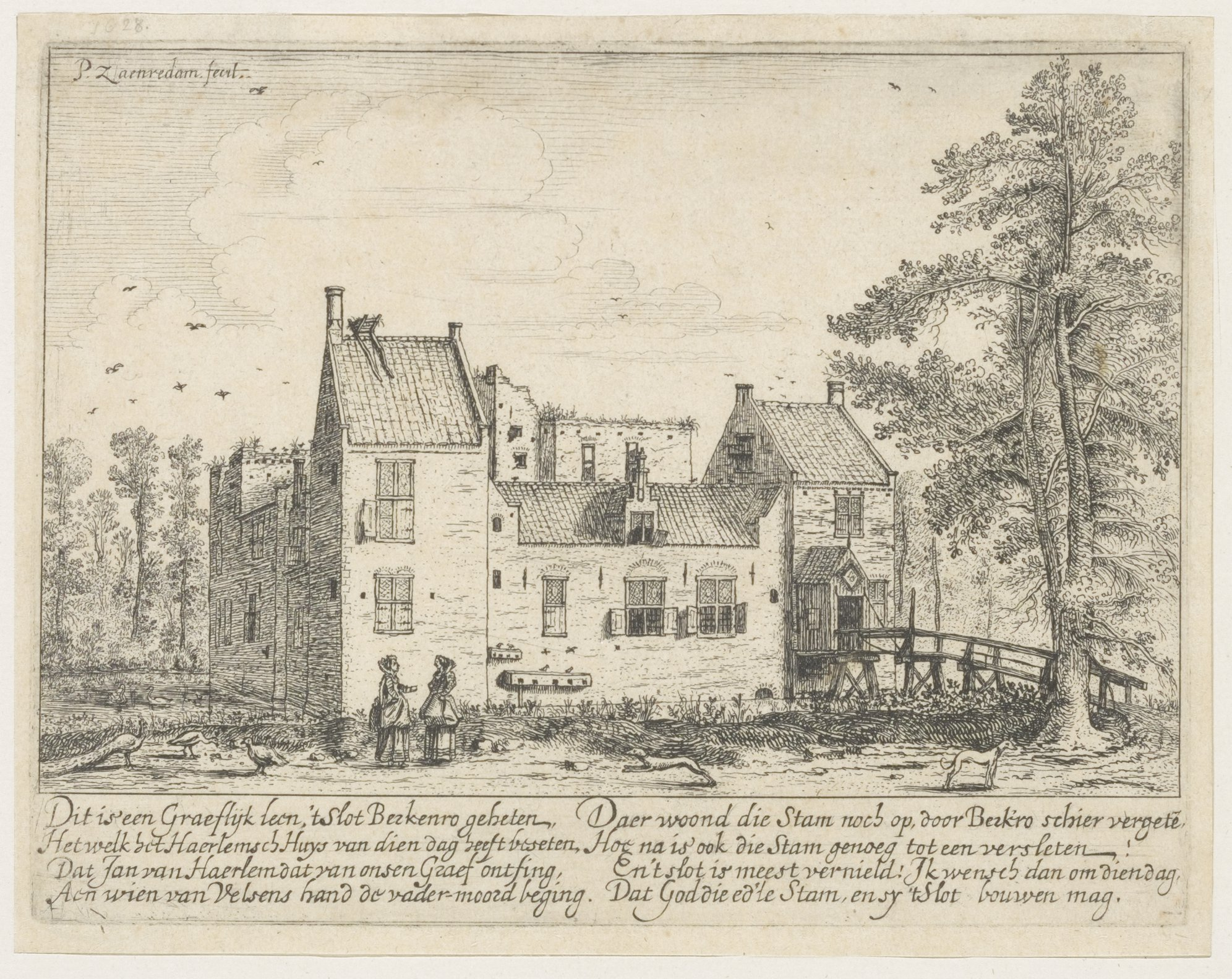
Stampa del vecchio castello a Berkenrode, Heemstede.
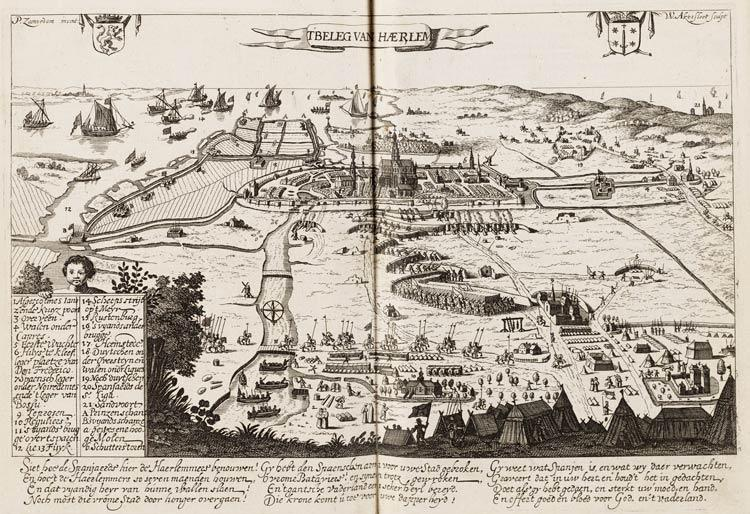
Stampa dell'assedio di Haarlem nel 1572, una prospettiva a volo d'uccello dal nord.

## Eredità
Oltre all'importanza dal punto di vista storico dei suoi scritti, la sua poesia non fu considerata del tutto lirica, ma suggestiva per il raffinato utilizzo della lingua.  Ampzing si differenziò dai suoi contemporanei soprattutto per la scelta delle parole, opponendosi strenuamente all'uso di termini di altre lingue, come il Latino ed il Francese, nei testi in lingua olandese.  Considerava infatti negativa l'influenza di queste lingue, come contaminante della purezza della Lingua olandese.  Si potrebbe sospettare che il punto di vista di Ampzing dipendesse dall'utilizzo di queste lingue da parte dei suoi "avversari religiosi".
La lotta di Ampzing in ambito linguistico si riaccese nel 1999 con la fondazione della Società Ampzing, i cui membri combattono, come Ampzing, contro l'utilizzo superfluo di parole in Lingua inglese nella lingua olandese contemporanea. Il 26 novembre 2006, nell'Oude Groenmarkt a Haarlem, fu eretto un busto di Ampzing.

## Opere
- Bijbel-poezije (1624) - la Bibbia tradotta in poesia
- Rijm-catechismus (1624)  - il catechismo tradotto in poesia
- Beschrijvinge ende lof der stad Haerlem in Holland: in Rym bearbeyd. (1628) - Descrizione ed elogio della città olandese di Haarlem in poesia, disponibile in Google Libri.
- Taelbericht der Nederlandsche spellinge. (1628)
- Eerverdediginge tegen de Arminiaensche grimmigheijd (1629) - Apologia contro gli eretici Arminiani
- Naszousche lauren-kranze (1629) - corona d'alloro
- Westindische triumphbazuin op de verovering van de zilveren vloot (1629) - ode trionfale delle Indie occidentali sulla sconfitta della flotta d'argento